# 亞太資源
亞太資源有限公司（港交所：1104），由上海商貿控股換取上市，現在是聯合集團聯營公司。現時業務主要澳洲礦務及紡織產品等。
值得注意是前主席曹忠，也曾是首鋼集團旗下公司任職。公司現任主席是狄亞法，主要股東是狄所任職的聯合地產，第二大股東則為首鋼福山資源。

## 外部連結
- 亞太資源有限公司 （页面存档备份，存于）